# Valeriana bracteata
Valeriana bracteata är en kaprifolväxtart som beskrevs av George Bentham. Valeriana bracteata ingår i släktet vänderötter, och familjen kaprifolväxter. Inga underarter finns listade i Catalogue of Life.